# Добчице (замок)
Добчице (пол. Zamek Dobczyce или Zamek w Dobczycach) — старинный замок в одноимённом городе в Мысленицком повяте Малопольского воеводства, Польша.

## История

### Ранний период

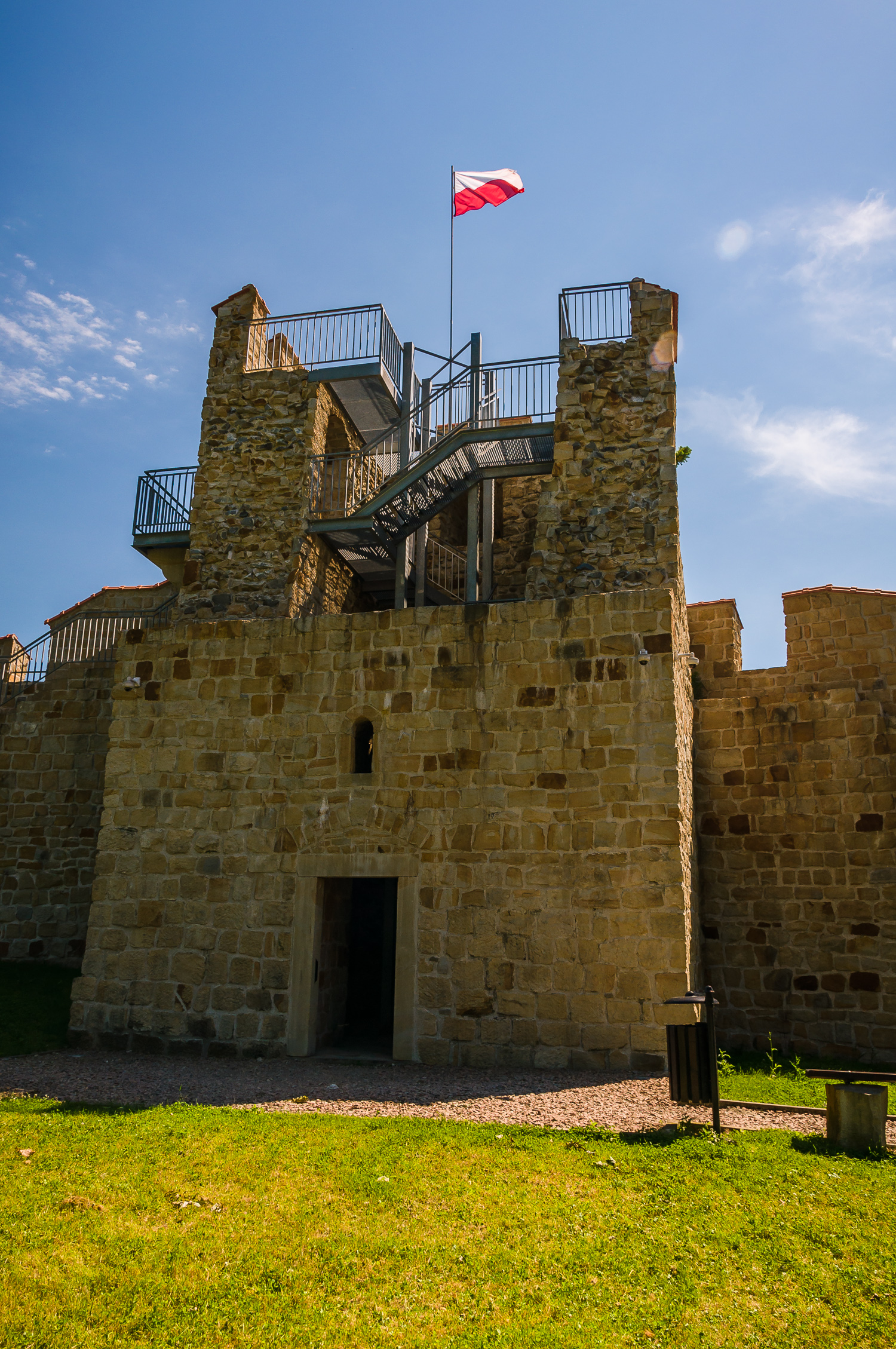
Старинная башня замка, превращённая в смотровую

Вероятно первое укрепление появилось в этом месте ещё в XIII веке. Скорее всего с самого начала окрестные земли являлись личной вотчиной польского короля.
Первое письменное упоминание замка относится  к 1362 году. Однако это место уже было укрепленной усадьбой. Об свидетельствует документ подписанный королём Владиславом I Локетеком в 1311 году именно в Добчице. В то время в Кракове вспыхнуло восстание войта Альберта и монарх издал документ, запрещавший торговлю товарами мятежных краковских бюргеров.
В XIV веке бывшее укрепление было расширено и перестроено. Добчице превратилось в сильную каменную крепость, разделённую на верхний и нижний замок. Во времена правления Казимира III Великого толщина стен была доведена до 5, а в некоторых частях до 9 метров. В ту пору ни одна крепость в Польше не имела подобных укреплений.
В 1398 году в замке находилась официальная резиденция короля Владислава Ягелло и его жены Ядвиги.
В 1467 году замок был захвачен «Братством нищих». Так себя прозвали польские солдаты, которые давно не получали оговорённую плату, а в итоге и вовсе были изгнаны из войска. Вероятно у них был конфликт с краковским старостой Миколаем Пиенешком. Мятежные солдаты вскоре сумели захватить ещё одну крепость, которую на радостях переименовали в Трупелец. Однако вскоре мятеж был подавлен.
В Добчице проходило обучение детей короля Казимира IV Ягеллончика. Причём их образованием занимался знаменитый польский историк и дипломат Ян Длугош. Его воспитанниками в Добчице стали принцы Сигизмунд, Александр, Владислав, Фридерик, Ян и Казимир. В 1473 году принц Казимир Святой провёл в замке несколько месяцев после возвращения из Венгрии, где он пытался вступить в борьбу за трон, но потерпел неудачу.

### Эпоха Ренессанса
С 1585 года управление замком перешло к семье шляхтичей Любомирских. При их власти в 1593-1594 годах прежняя массивная крепость была перестроена в ренессансную резиденцию. На главной башне появились часы, а на старых ворот возвели часовню. Внутри Добчице появился фонтан. В 1611 году здесь состоялась свадьба Барбары (дочери Себастьяна Любомирского) и влиятельного магната Яна Зебжидовского. На торжества прибыл епископ Кракова Пётр Тылицкий.
К 1620 году в резиденции имелось 70 комнат. Внешняя стена была защищена тремя башнями.
Благодаря счастливому стечению обстоятельств замок во время первого шведского вторжения. В 1660 году староста Михал Иордан укрепил обветшавшие стены крепости. Однако во время второго вторжения шведов в Польшу под командованием Карла XII в 1702 году замок был захвачен и разрушен. С той пора некогда мощная крепость и респектабельная резиденция стала приходить в упадок.

### XIX-XX века

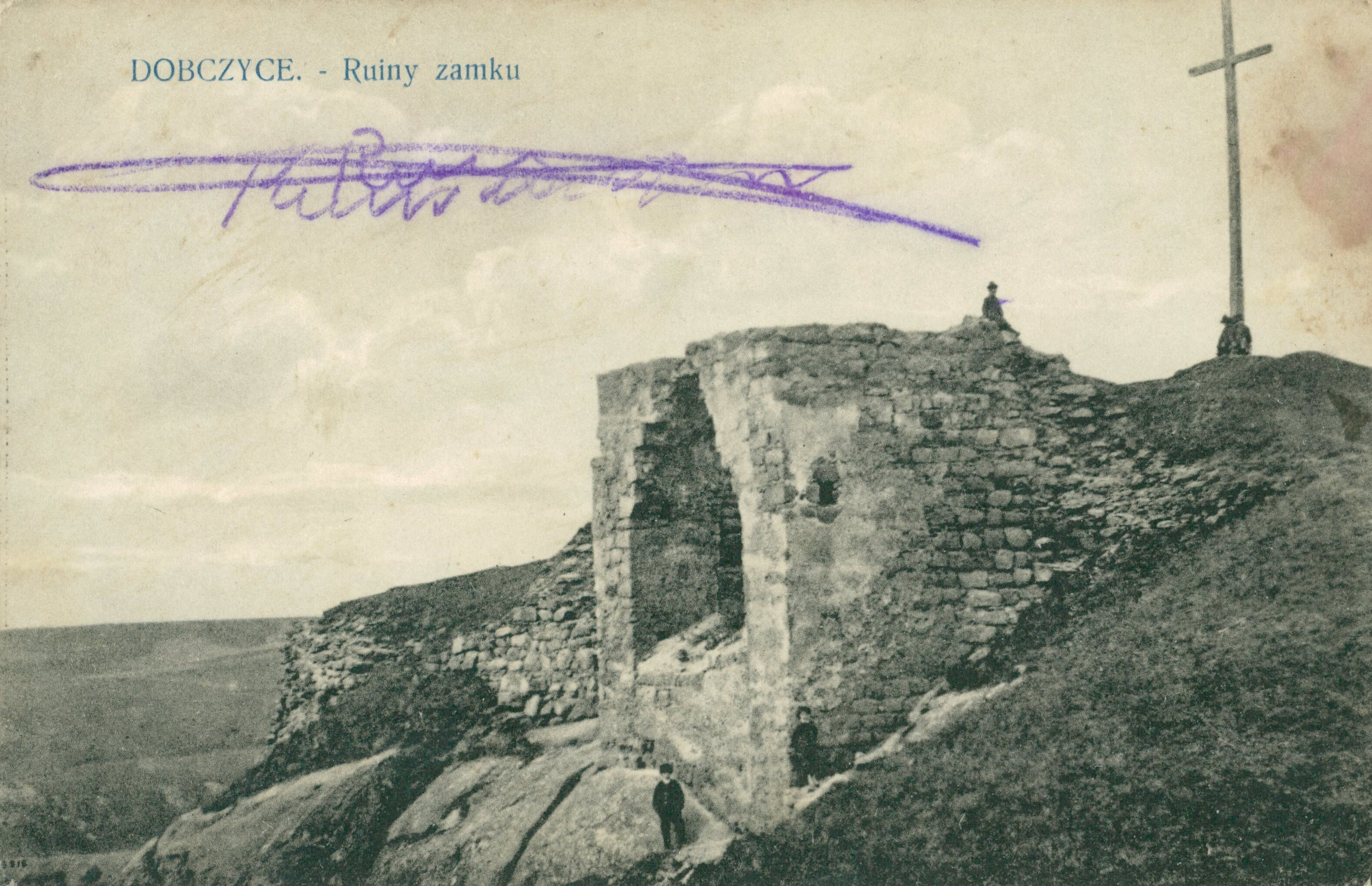
Руины замка на фотографии 1915 года

К началу XIX века замок Добчице оказался заброшен. Как часто бывает в таких случаях, окрестные крестьяне начали растаскивать камни и деревянные балки крепости на собственные строительные нужды. Постепенный разбор стен и башен продолжался почти весь XIX век. Только в 1901 году местные власти начали проводить первые работы по консервации сохранившихся руин от дальнейшего разрушения. Однако в последующие десятилетия Добчице оставался заброшенным.
Возрождение замка началось только через 15 лет после завершения Второй мировой войны. В 1960 году по инициативе местного учителя Владислава Ковальского (который позже стал попечителем замка) и при поддержке властей ПНР на замковой горе начались работы по восстановлению крепости. Реставрация заняла много лет. С 1980- годов замок был открыт для посетителей.

## Расположение
Крепость расположена на высоком скалистом холме на берегу Добчицкого озера при впадении в него реки Раба.

## Современное использование
В замке Добчице функционирует музей. На замковых башнях оборудованы смотровые площадки, откуда открываются живописные виды на окрестные земли и Добчицское озеро.

## Галерея

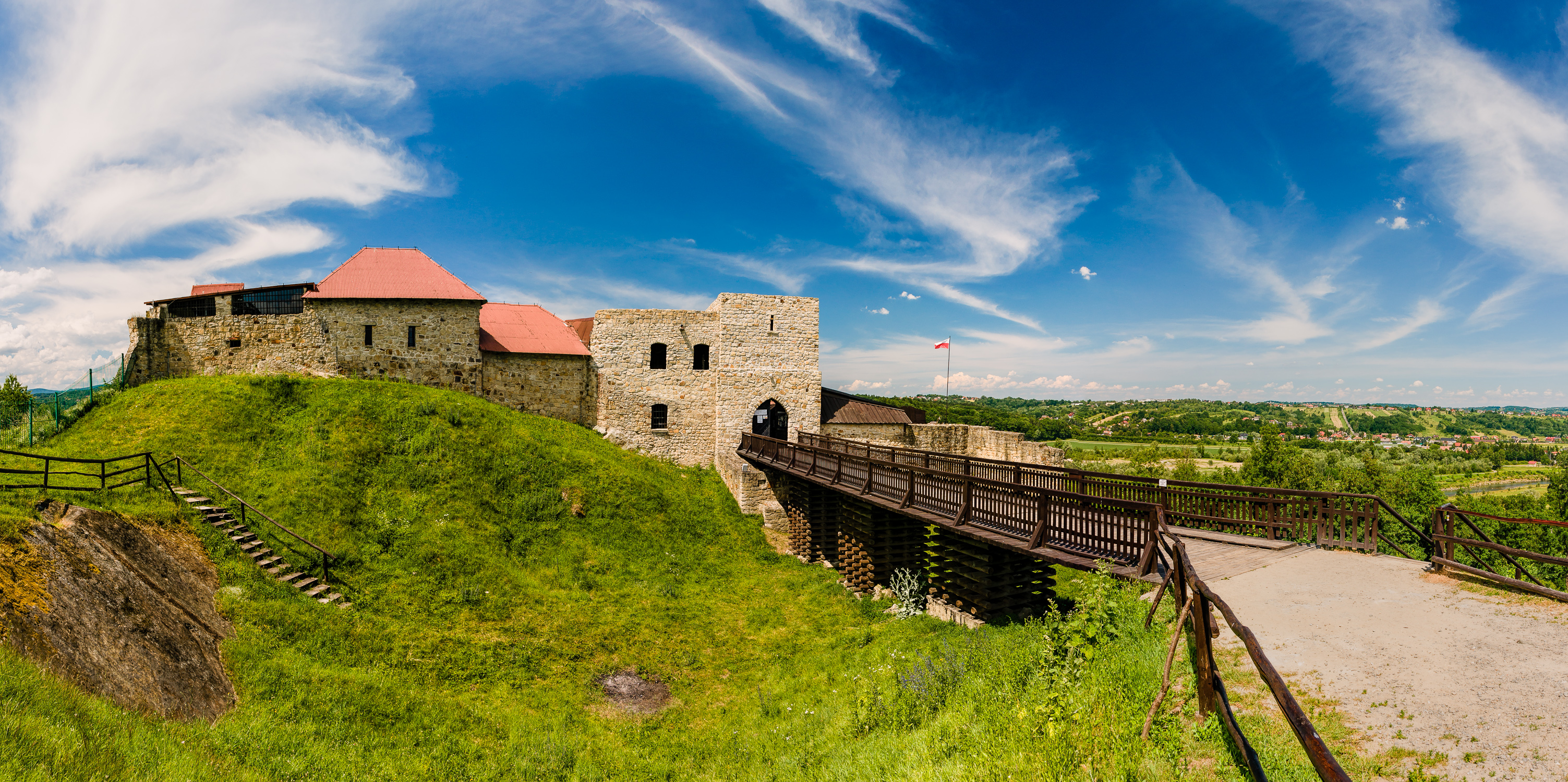
Вид замка c восточной стороны
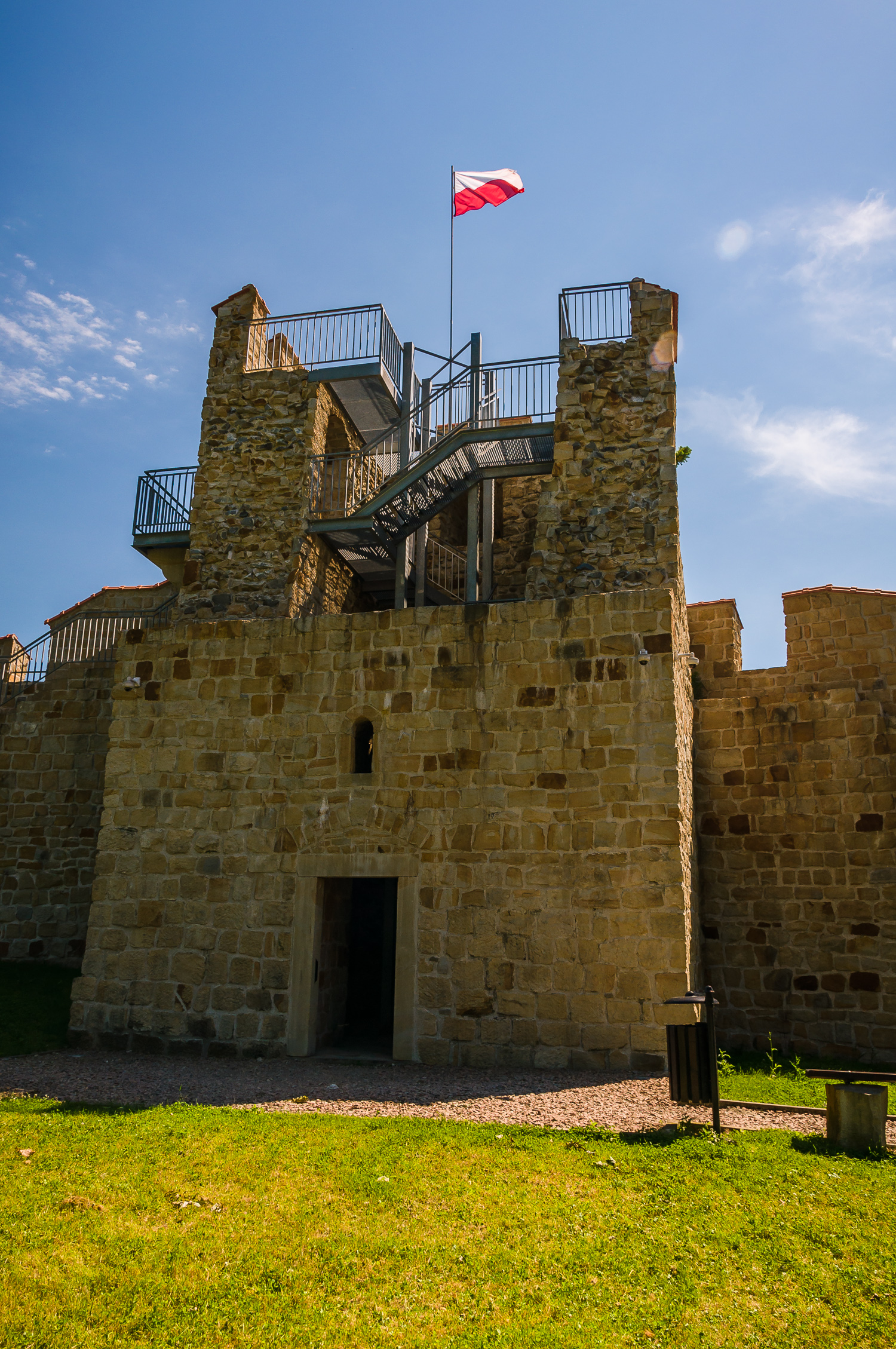
Бывшая башня со смотровой площадкой
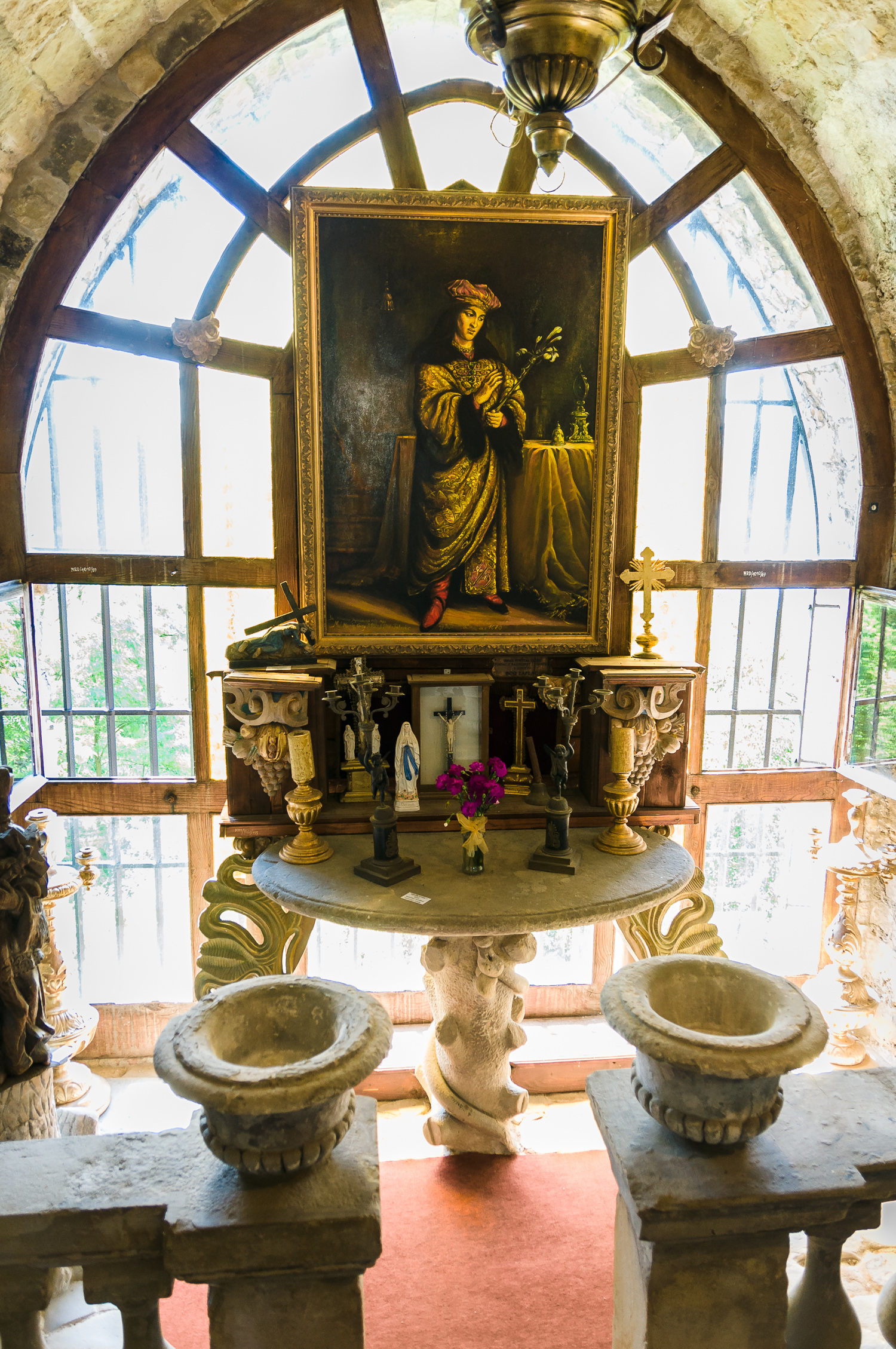
Внутри замковой капеллы
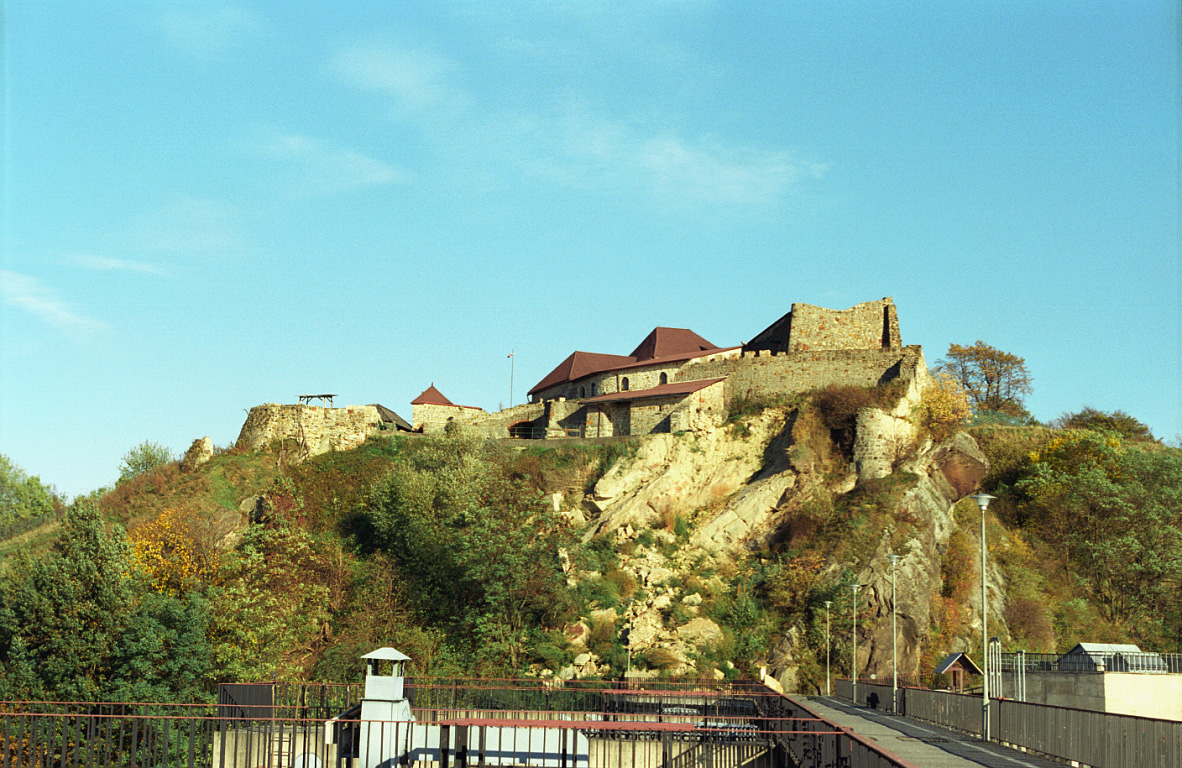
Вид замка снизу
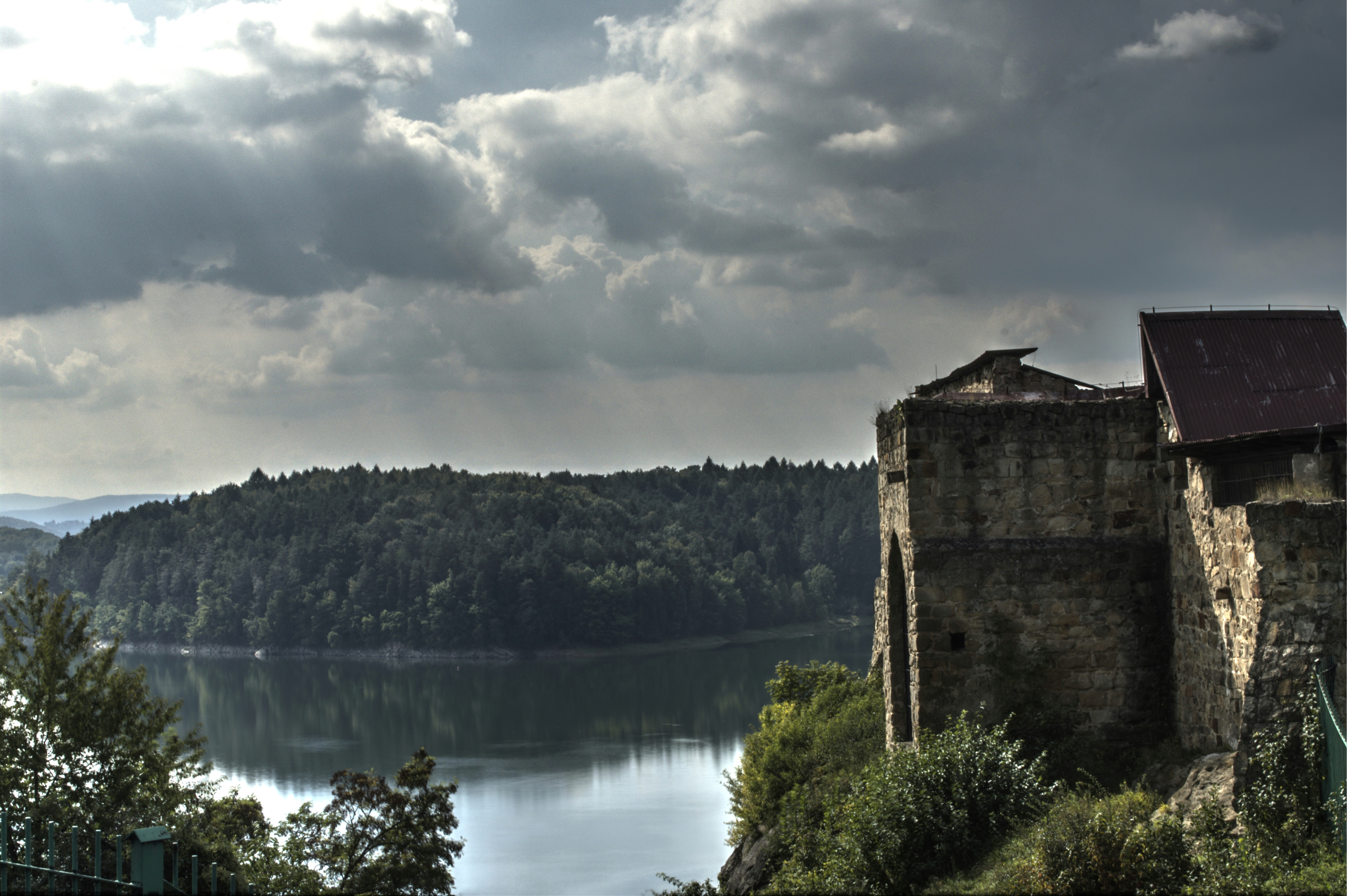
Замок на фоне озера